# Clube Desportivo de Guadalupe
El Clube Desportivo de Guadalupe és un club de futbol de l'illa de São Tomé, a São Tomé i Príncipe. Des de 2016 juga a la Segona Divisió de la Lliga de São Tomé de futbol. També fou el primer club en jugar en la Copa de la Confederació africana en 2013.

## Història
Va ser fundat el 31 en l'Illa de Sao Tomé i compta amb 2 títols del Campionat de São Tomé i Príncipe de futbol, 2 títols de l'Illa i ha guanyat 1 títol de Copa (la primera edició de la Copa) en 2 finals jugades.
A nivell internacional ha participat en 1 torneig continental, sent el primer equip de São Tomé i Príncipe a participar en la Copa Confederació africana de futbol l'any 2013, en la qual va ser eliminat en la Ronda Preliminar per la Union Sportive Bitam de Gabon.

## Palmarès
- Campeonato Santomense de Futebol: 2

1980, 1981
- Liga Insular de São Tomé: 2

1980, 1981
- Taça Nacional de São Tomé e Príncipe: 1

1981
- - Finalista: 1

2012
- Copa de la Solidaritat: 1

2000
- Copa Esportiva 12 de Març: 1

1989

## Participació en Competicions de la CAF
| Temporada | Torneig                              | Ronda      | Club                 | Casa | Visita | Global |
| --------- | ------------------------------------ | ---------- | -------------------- | ---- | ------ | ------ |
| 2013      | Copa Confederació africana de futbol | Preliminar | Union Sportive Bitam | 0-5  | 1-12   | 1-17   |

## Resultat del campionat entre illes
| Temporada | Divisió | Posició | Jugats | Guanya | Empata | Perd | GF | GC | GD  | Punts | Copa      | Qualificació/descens            |
| --------- | ------- | ------- | ------ | ------ | ------ | ---- | -- | -- | --- | ----- | --------- | ------------------------------- |
| 2011      | 2       | 9       | 21     | 6      | 8      | 7    | 20 | 25 | -5  | 26    |           | Relegat a la Segona Divisió     |
| 2012      | 3       |         | 18     | -      | -      | -    | -  | -  | -   | -     |           | Puja a Primera Divisió Regional |
| 2013      | 2       | 7       | 18     | 5      | 3      | 10   | 18 | 33 | -15 | 18    | Finalista | Cap                             |
| 2014      | 2       |         | 18     | -      | -      | -    | -  | -  | -   | -     |           | Relegat a la Segona Divisió     |